# Schlacht bei Bregenz
Vögelinsegg – Rotmonten – Stoss – Bregenz – Herisau
Die Schlacht bei Bregenz oder auch Gefecht bei Bregenz war eine bewaffnete Auseinandersetzung zwischen dem Land Appenzell sowie dem Bund ob dem See gegen eine habsburgische Adelskoalition während der Appenzellerkriege. Sie fand am 13. Januar 1408 bei Bregenz im heutigen Bundesland Vorarlberg in Österreich statt.

## Vorgeschichte
Nach der für die Appenzeller siegreichen Schlacht am Stoss 1405 und deren kriegerischem Ausgreifen innerhalb der folgenden zwei Jahre in die angrenzenden Gebiete im Thurgau, im Rheintal und Vorarlberg gründete der schwäbische Adel den Ritterbund Sankt Jörgenschild gegen den von Appenzell ins Leben gerufenen Bund ob dem See, um dem Treiben Einhalt zu gebieten. Der Bund wurde bald um die Bodenseestädte, die Bistümer Konstanz und Augsburg und das Haus Habsburg erweitert, womit den Appenzellern ein starker Gegner erwuchs. Die Schwyzer, die bis anhin die Appenzeller militärisch und politisch unterwiesen und unterstützten, begannen sich gegen Ende 1407 auch von ihnen zu entfremden.

## Verlauf
Am 22. September 1407 begannen Verbände der Appenzeller und Feldkircher mit der Belagerung der Stadt Bregenz sowie der Burg auf dem Gebhardsberg. Sie schafften Wurfmaschinen und Büchsen heran. Trotz intensiven Beschusses und starker wirtschaftlicher Schädigung hielten die Bregenzer Bürger stand. Die Appenzeller hatten in Bregenz nur wenige Sympathisanten, die zu diesem Zeitpunkt die Stadt auch schon verlassen hatten. Die Bürger der Stadt dachten nicht daran, zum Gegner überzulaufen.
Es gelang der zu schwachen Artillerie des Bundes ob dem See nicht, die Stadtmauern zu brechen. Auch die Verstärkung des Heeres des Bundes durch ein Appenzeller Kontingent und zwölf Schwyzer sowie die Einnahme des Schlosses Maurach änderte nichts an der Situation. Nach einer Überlieferung soll der Appenzeller Angriffsplan durch eine alte Frau namens Guta erlauscht und dadurch vereitelt worden sein. Das Heer des Bundes ob dem See vor Bregenz zeigte wegen des strengen Winters auch bereits Auflösungserscheinungen.
Am frühen Morgen des 13. Januar 1408 rückte ein starkes Entsatzheer von Appenzells Hauptgegner Konstanz und des Ritterbundes Sankt Jörgenschild unter dem Kommando von Herzog Ulrich von Teck auf Bregenz zu. Dieses Heer war unter grossen Kraftanstrengungen und finanziellen Schwierigkeiten auf die Beine gestellt worden, da der schwäbische Adel befürchtete, dass bei einem Fall von Bregenz der Krieg sich auf die nördlich des Bodensees angrenzenden Gebiete ausbreiten und sich die destabilisierende Wirkung noch weiter fortpflanzen würde.
In der sogenannten Klause bei Lochau zwischen Bodensee und Pfänderstock kam es zum entscheidenden Gefecht. Das Adelsheer schlug den verhältnismässig schwachen Gegner unter dem Appenzeller Hauptmann Kupferschmid rasch und vollständig. Die vor Bregenz verbliebenen Kriegsknechte flohen vor dem Ausfall der Belagerten unter Zurücklassung der Geschütze und des Lagers.

## Folgen
Die Verluste des Bundes ob dem See wurden mit zwischen 38 und 50 Toten angegeben. Das Gefecht war militärisch keineswegs entscheidend, doch politisch folgenreich. Die Niederlage genügte, den Ruf der Unbesiegbarkeit der Appenzeller zu zerstören. Sie mussten sich in ihr Stammland zurückziehen, und alle ihre gemachten Eroberungen gingen dabei verloren. Der Konflikt reduzierte sich damit wieder auf den die Appenzellerkriege auslösenden Gegensatz zur Fürstabtei St. Gallen.
Die Niederlage bewirkte ebenso die Auflösung des Bundes ob dem See am 4. April 1408 durch einen Schiedsspruch des Reichsoberhauptes König Ruprecht in Konstanz. Zuvor hatten die Vorarlberger, namentlich Feldkircher, Bludenzer, Walgauer und die Montafoner gegen den Willen der Stadt St. Gallen bereits Sonderverhandlungen mit dem Churer Bischof Hartmann geführt. Daraufhin fragte St. Gallen bei Schwyz nach, was zu tun sei; die Schwyzer empfahlen ihnen, dem königlichen Schiedsspruch und dem traditionellen Bund der Bodenseestädte beizutreten, was sie wenig später mit königlicher Erlaubnis auch taten. Die flächendeckende Phase der Appenzellerkriege war damit beendet.
Den Appenzellern selbst gelang nur mit Mühe das Verhindern der früheren Verhältnisse. Die eigentliche Rettung kam 1411 durch einen Burg- und Landrechtsvertrag mit sieben der Acht Alten Orte der Alten Eidgenossenschaft zustande, der ihnen gewisse eigene Rechte zugestand. Im Vertrag fehlte die Stadt Bern, deren Interessen in der Ostschweiz nicht besonders gross waren, da die Politik dieser Stadt grundsätzlich eher nach Westen ausgerichtet war; und Bern war dem Appenzeller Aufstand ohnehin nicht unbedingt gewogen.
Appenzell war in diesem ersten Vertrag ein zugewandter Ort minderen Rechts. Eine der einschränkenden Auflagen war, dass es den Appenzellern untersagt war, eigene Kriege zu führen. Der nach der Appenzeller Niederlage beim Gefecht bei der Letzi bei Herisau 1428 folgende Frieden von Konstanz 1429 sowie der auf mehr Rechte zielende Vertrag vom 15. November 1452 änderten daran trotz der Beteiligung am Alten Zürichkrieg (→ Schlacht bei Wolfhalden) auch nichts; es kam auch noch ein generelles Bündnisverbot dazu, womit Appenzell faktisch ein Protektorat der Schweiz war. Die volle Berechtigung als eidgenössischer Ort erhielt Appenzell erst 1513.